# 非传统生物
非传统生物（Alternative biology）或者称为另类生物、替代生物是指基于替代现有生物学理论的非传统生命形式，例如非细胞生物、非碳基生命、外星生命、混合了有机体与电子机器的生物以及人工生命和人造生命的研究。
它还包括地球生命起源理论涉及的可能存在的地球最早的生命体，如RNA生命或铁硫生命。
病毒也可以看做是一类另类生物。